# Adam Jarubas
Adam Sebastian Jarubas (Busko-Zdrój, 27 dicembre 1974) è un politico polacco.
Esponente del Partito Popolare Polacco, si è candidato in occasione delle elezioni presidenziali del 2015, ottenendo l'1,6%.
È stato eletto europarlamentare in occasione delle elezioni europee del 2019; aderisce al gruppo del Partito Popolare Europeo.